# Avenue de Marigny
L’avenue de Marigny est une voie du 8e arrondissement de Paris. 

## Situation et accès
Longue de 248 mètres, elle commence au 34, avenue Gabriel et finit au 59, rue du Faubourg-Saint-Honoré.
Du côté oriental (côté des numéros impairs), l'avenue de Marigny longe le parc et le palais de l'Élysée. Le mur de soutènement surmonté d'une grille a été élevé sous le Second Empire dans le cadre de la campagne de travaux dirigée par l'architecte Lacroix entre 1857 et 1861. Sur l'avenue de Marigny, le palais comporte successivement la Salle des fêtes édifiée sous la Troisième République, le Jardin d'hiver, le grand salon dit Napoléon III et une aile latérale de communs qui comprend des bureaux et divers locaux administratifs. Une porte cochère donne accès à la cour de service occidentale du Palais.
Le quartier est principalement desservi par les lignes 1 et 13 à la station Champs-Élysées - Clemenceau.

## Origine du nom

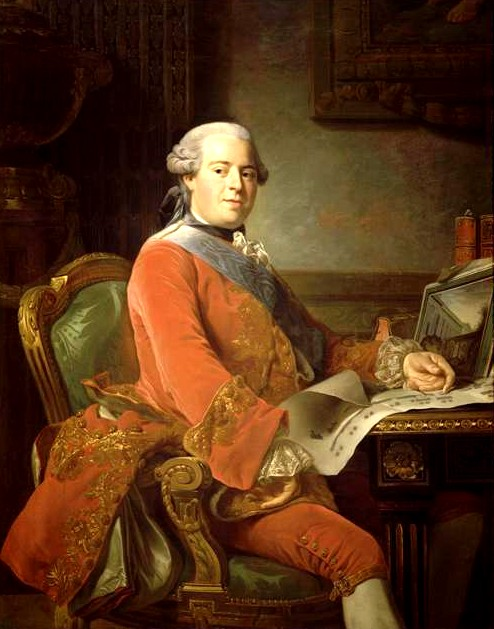
Abel-François Poisson, marquis de Marigny.

Elle porte le nom de Abel François Poisson, marquis de Marigny (1727-1781), qui était directeur général des bâtiments du roi lorsqu'il fit dessiner à nouveau les Champs-Élysées et ouvrir cette avenue.

## Historique
Cette voie est créée par le marquis de Marigny, frère de la marquise de Pompadour, en 1765, sur les dépendances de l'hôtel des Ambassadeurs étrangers, sous le nom de « rue de Marigny ».
Durant les Trois Glorieuses, la voie est le théâtre d'affrontement entre les insurgés et la troupe.

## Bâtiments remarquables et lieux de mémoire
- No 1 bis : théâtre Marigny.

- No 1 (et 34, avenue Gabriel) : hôtel Talhouët,  Inscrit MH (1979), aujourd’hui propriété privée[2]. Hôtel particulier construit en 1861 par l'architecte Auguste Pellechet pour l'industriel alsacien Mathieu Dollfus de la maison Dollfus-Mieg et Compagnie[3]. En 1954, l’écrivain américain John Steinbeck (1902-1968) y loue un appartement pendant quelques mois, période pendant laquelle il écrit pour Le Figaro dix-sept articles publiés dans une rubrique intitulée « Un Américain à New York et à Paris »[4].

- No 3 : discret hôtel particulier construit en 1927-1928 dans le goût du XVIIe siècle par l'architecte Jean-Charles Moreux pour le baron Robert de Rothschild (1880-1946), fils du baron Gustave de Rothschild (1829-1911), commanditaire du grand hôtel du no 23. Après la vente de ce dernier, son fils, Alain de Rothschild (1910-1982), y habita. Appartient aujourd'hui au fils de ce dernier, le baron Éric de Rothschild.

- Nos 7-23 : hôtel de Marigny (anciennement : hôtel de Rothschild), propriété de l'État depuis 1972[5],  Classé MH (1992)[6]. Jusqu'en 2008, l'hôtel sert à loger des chefs d'État étrangers en visite à Paris puis devient une simple annexe du palais de l'Élysée[7].

- No 27 (et 59, rue du Faubourg-Saint-Honoré) : siège social, sur 7 étages (760 m2), et boutique du groupe du couturier Pierre Cardin[8]. Le bureau du couturier se trouvait au 3e étage[9].

## Galerie

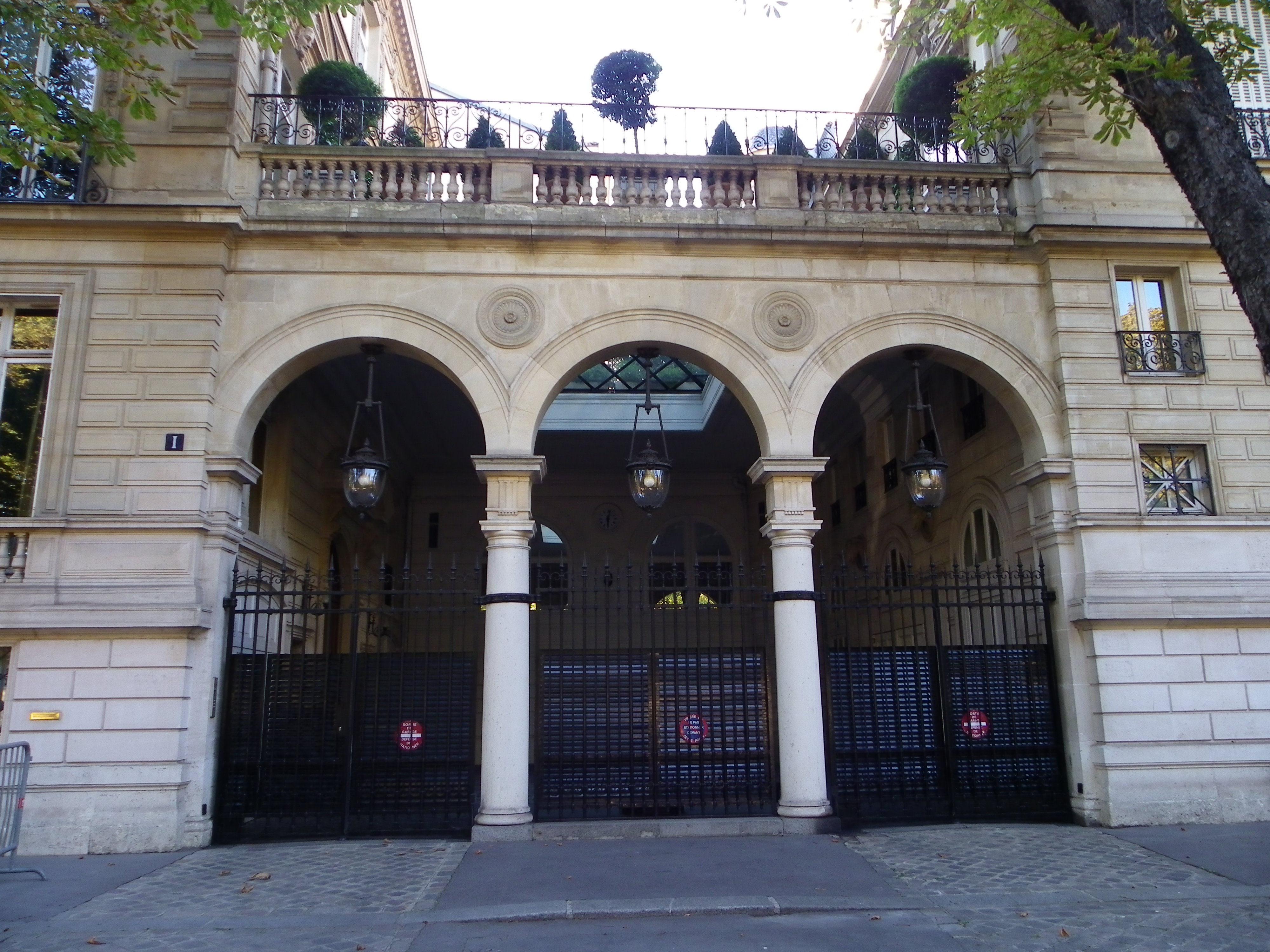
No 1 : hôtel Talhouët.
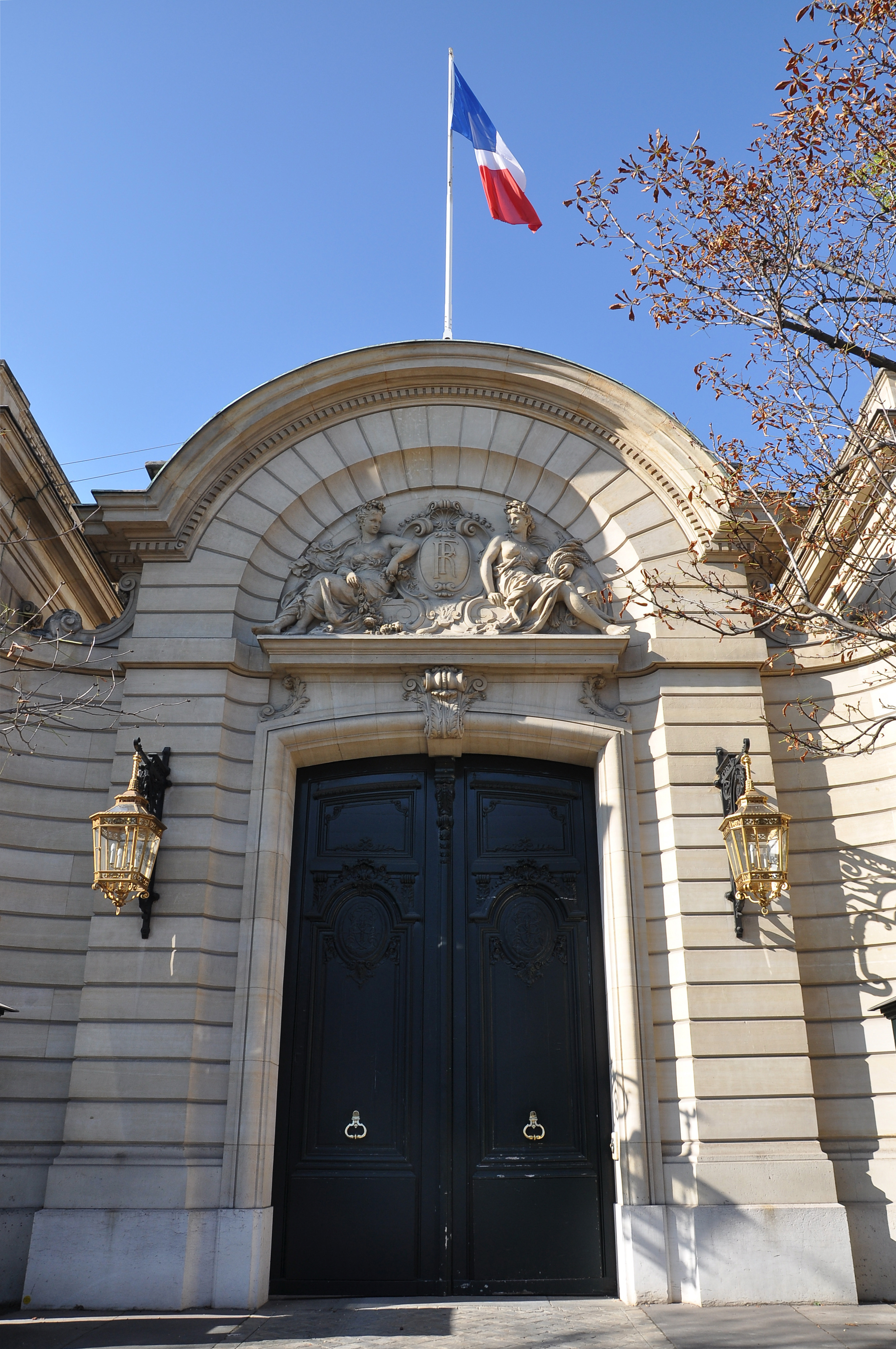
Nos 7-23 : hôtel de Marigny.
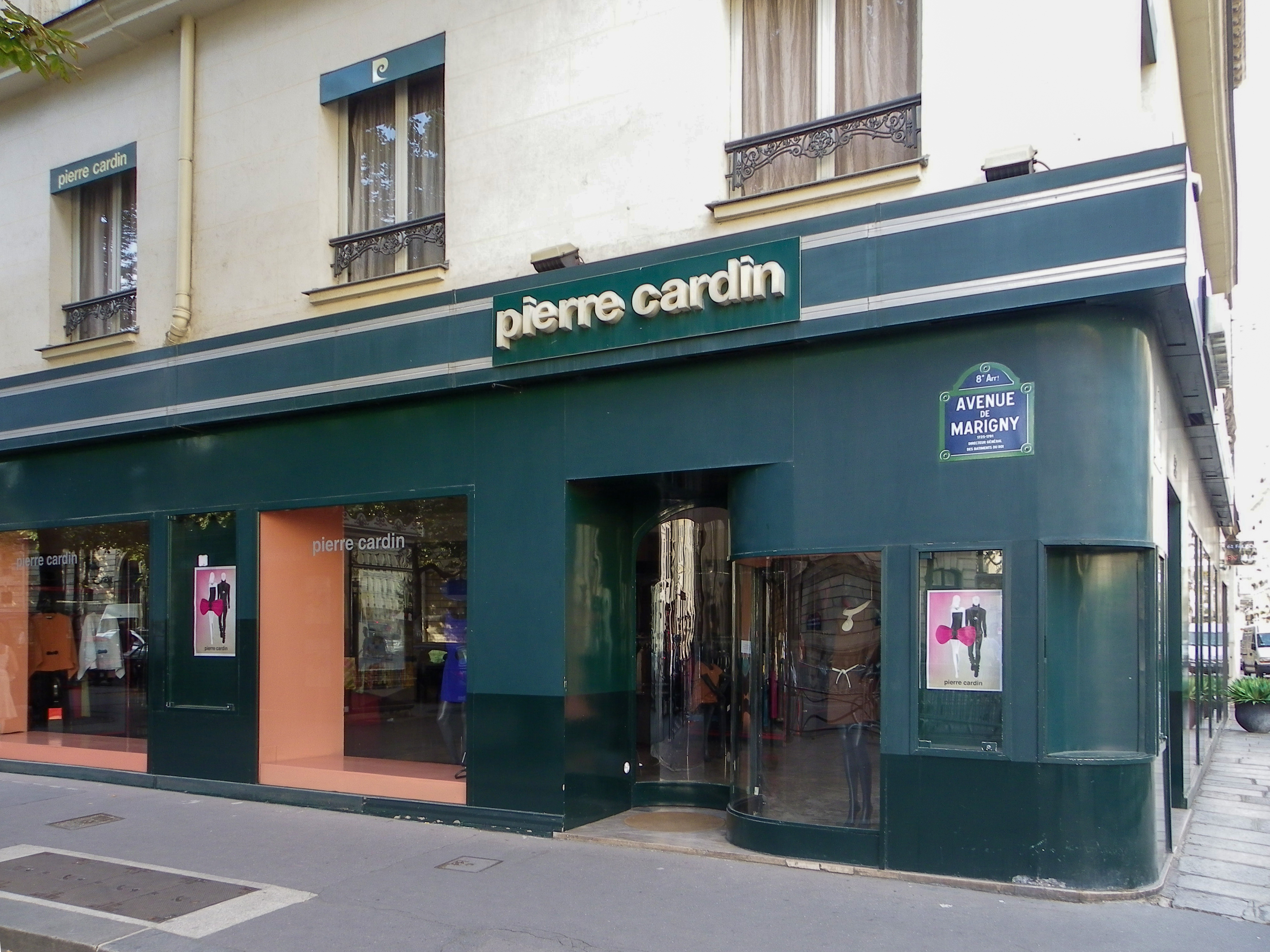
No 27 : boutique Pierre Cardin, à l'angle de la rue du Faubourg-Saint-Honoré.

## Dans la culture populaire
L’intrigue du roman policier Maigret hésite, écrit par Georges Simenon en 1968 et publié la même année, se déroule avenue de Marigny (rue du Cirque dans l’adaptation filmée) . 